# RG-4

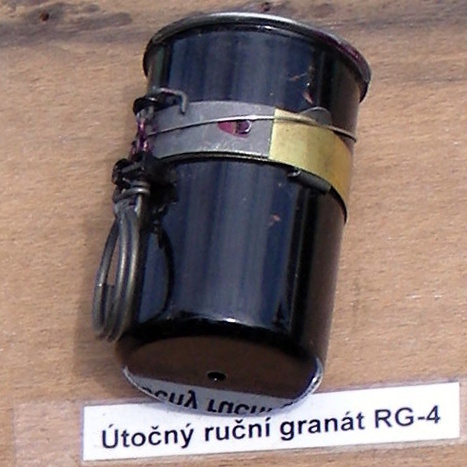
Ruční granát RG-4

Granát RG-4 je ruční útočný granát zařazený do výzbroje ČSLA v letech 1954–1990. 

## Konstrukce

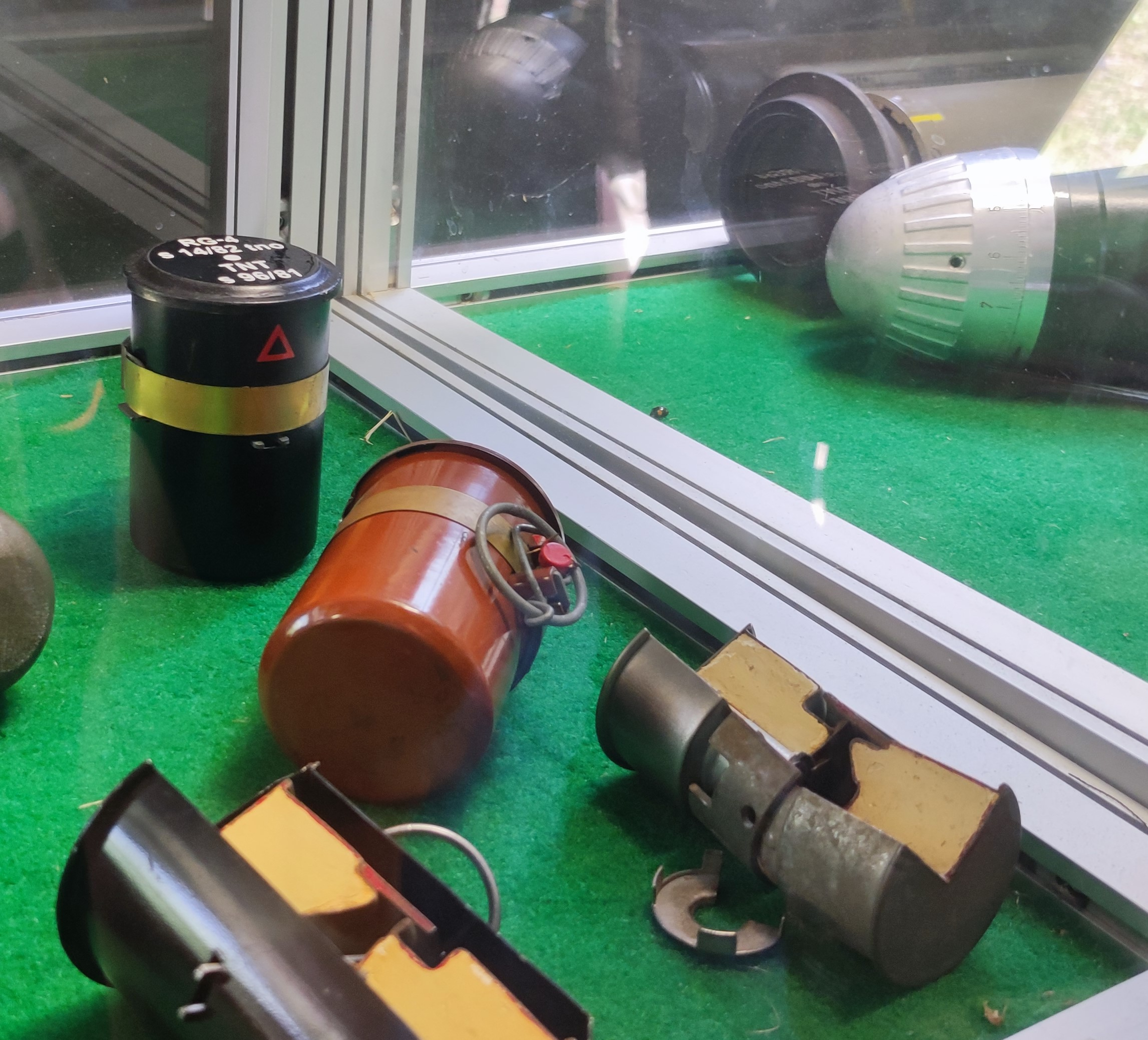
Granáty RG-4. Hnědý granát je „školní“ určený pro výcvik. Na obrázku je také částečně vidět řez granátem

Tělo granátu má tvar válce a je vyrobeno z ocelového plechu. Jedná se o pouzdro, které má z jedné strany nerozebiratelně zalisované víčko (v ostré verzi). Trhavinou granátu je TNT. Trhavina je rozdělena na poloviny uložené ve válci na sebou. Nazýváme je úderky. V středu jedné z úderek je umístěna rozbuška. V druhé úderce je umístěna jehla. Mezi úderkami je vinutá pružina, která úderky odtlačuje od sebe. Jednu úderku tlačí na dno a druhou opačně na víko pouzdra. 
V pouzdře granátu je plochý otvor, kterým je mezi jehlu a rozbušku zasunut plech, který zakrývá rozbušku tak, že nemůže být napíchnuta jehlou z druhé úderky. Tento plech je součástí (zástrčkou) vrhové pojistky. Na tuto zástrčku je napojen ocelový pásek navinutý na válcové pouzdro granátu. Zástrčka spolu s páskem tvoří vrhovou pojistku granátu. 
Vedle vrhové pojistky má RG-4 i druhou, tak zvanou dopravní pojistku. Dopravní pojistka je svou vidlicí zasunuta do pouzdra granátu tak, že její konec vyčnívá z protilehlého výřezu pouzdra granátu. Tato vidlice zabraňuje pohybu úderek v granátu. Dopravní pojistka je proti vypadnutí zajištěna závlačkou, která navíc znemožňuje odvinutí pásku vrhové pojistky. Závlačka je ještě zaplombována plombovacím drátkem.

## Princip činnosti
Pro aktivaci je potřeba vytáhnout z granátu dopravní pojistku. To se provádí až těsně před hodem granátu. To se provádí následovně. Nejdříve se otočí kroužkem dopravní pojistky. Tím dojde k přetržení drátku plomby. Potom je nutno zatáhnout podél osy válcového pouzdra granátu, čímž se uvolní závlačka a lze ji vytáhnout. Tím se uvolní vidlice dopravní pojistky, kterou je nutno vytáhnout ven. Po vytažení vidlice dopravní pojistky je granát zajištěn už pouze vrhovou pojistkou. Ruka držící granát brání odmotání pásku vrhové pojistky. 
Pokud by nyní granát spadl na zem, nedošlo by k odmotání pásku a vytažení vrhové pojistky. Při hození granátu se pásek odvine a vytáhne vrhovou pojistku. Úderky jsou od této chvíle během letu odtlačovány už jen pružinou. Po dopadu, nebo nárazu na překážku dojde vlivem setrvačných sil k pohybu úderek uvnitř pouzdra granátu a tím k napíchnutí a aktivaci  rozbušky a následně trhaviny granátu. Tvar úderek je takový, že k aktivaci dojde i při dopadu granátu na bok. Granát je citlivý a vybuchuje i při dopadu do měkkého povrchu, například do sněhu.

## Technické údaje
| Výška                            | 84 mm   |
| Maximální průměr                 | 53 mm   |
| Hmotnost granátu                 | 320 g   |
| Hmotnost trhaviny                | 105 g   |
| Počet granátů v přepravním obalu | 25 ks   |
| Hmotnost balení                  | 12 kg   |
| Smrtící účinky                   | 5-10 m  |
| Zraňující účinky                 | až 200m |

## Varianty
- RG-4 je standardní ostré provedení. Používá se i varianta s tříštivou objímkou. Tato objímka zesílí část pouzdra granátu, čímž dojde k nárůstu okruhu smrtícího působení střepin až na 15 m. V této variantě je hmotnost granátu 475 g.
- RG-Šk-4 je školní verze. Neobsahuje trhavinu. Na rozdíl od ostré verze lze víčko sundávat.
- RG-Cv-5 je cvičná verze. Určeno pro výcvik. Obsahuje pyrotechnickou dýmovou slož, kterou lze obnovovat. Víčko pouzdra je šroubovací a jsou v něm otvory, kterými může procházet dým.